# Léon Mart
Léon Mart (* 18. September 1914 in Esch-sur-Alzette; † 14. Juli 1984 ebenda) war ein luxemburgischer Fußballspieler.

## Karriere

### Verein
Mart war von 1932 bis 1946 als Mittelfeldspieler ausschließlich für den CS Fola Esch tätig. Seine ersten beiden Saisons bestritt er in der Ehrendivision, danach war sein Verein eine Saison lang in der seinerzeit zweitklassigen 1. Division vertreten, wie auch in der Saison 1939/40 und – mit Wiederaufnahme des Spielbetriebs – in der Saison 1944/45. In der Saison 1945/46 kam er letztmals in der Ehrendivision, der höchsten Spielklasse im luxemburgischen Fußball, zu Spieleinsätzen. Ein Titel auf Vereinsebene war ihm nach 14-jähriger Zugehörigkeit jedoch nicht vergönnt.

### Nationalmannschaft
Für die A-Nationalmannschaft bestritt er unter Trainer Paul Feierstein von 1933 bis 1946 24 Länderspiele, in denen er 16 Tore erzielte. Mit 15 Einsätzen gegen Zweitvertretungen anderer Landesverbände, sogenannte B-Nationalmannschaften, fanden lediglich neun Länderspiele offizielle Anerkennung seitens der FIFA. In den sieben Länderspielen, die davon in Freundschaft ausgetragen wurden, erzielte er auch seine einzigen fünf Tore. Er nahm mit ihr ferner am olympischen Fußballturnier 1936 in Berlin teil, wobei er lediglich das am 4. August im Poststadion ausgetragene und mit 0:9 verlorene Achtelfinalspiel gegen den Gastgeber bestritt. Des Weiteren kam er am 13. März 1938 in der Hauptstadt seines Landes im zweiten Spiel der WM-Qualifikationsgruppe 9, das die Nationalmannschaft Belgiens mit 3:2 gewann, zum Einsatz.

## Erfolge
- Meister 1. Division 1945 und Aufstieg in die Ehrendivision
- Meister 1. Division 1935 und Aufstieg in die Ehrendivision